# محمد باقر الإيرواني
محمد باقر الإيرواني (1949م - )، رجل دين شيعي عراقي، وأستاذ من أساتذة حوزة النجف وحوزة قم، اهتم بالتدريس وله مؤلفات في مجال تجديد الدراسة الدينية في الحوزات العلمية أبرزها: «دروس تمهيدية في الفقه الاستدلالي» و«شرح الحلقة الثالثة».

## ولادته ونشأته
باقر ابن الشيخ محمد تقي الايرواني من اسرة علمية معروفة في النجف، تنتهي إلى جدها الأعلى المعروف بالفاضل الايرواني ـ المتتلمذ على يد العلمين الشيخ صاحب الجواهر والشيخ مرتضى الأنصاري ـ الذي كان من أحد مراجع الدين المعروفين في النجف.
ولد الشيخ سنة 1949 م وعاش وترعرع في مدينة النجف. وقد درس الدراسة الأكاديمية ـ الابتدائية والثانوية والاعدادية ـ في مدارس منتدى النشر التي كان يشرف عليها مجموعة من العلماء منهم الشيخ محمد رضا المظفر.

## دراسته الحوزوية
وقد شرع وهو في الصف الرابع الإعدادي في الدراسة الحوزوية. فدرس المقدمات والسطوح العالية على يد مجموعة من أساتذة الحوزة آنذاك. وقد مارس دراسة مرحلة الخارج في الفقه على يد المرجعين أبو القاسم الخوئي والسيد محمد باقر الصدر. وحضر بداية الدورة الأصولية الثانية للسيد محمد باقر الصدر واستمر حتى الايام الاخيرة من حياة الصدر.
وحضر فترة من الزمن أيضاً بحث الأصول للمرجع الديني السيد علي السيستاني وبحت الفقه للمرجع الديني السيد محمد سعيد الحكيم.
وقد مارس الشيخ الإيرواني التدريس في حوزة النجف مدرساً في السطوح العالية، أي المكاسب والرسائل والكفاية.

## هجرته وتدريسه
بعد تأزم الأحداث في العراق في السنوات الاخيرة من الحرب العراقية الإيرانية هاجر الايراوني إلى مدينة قم وشرع فيها بتدريس السطوح العالية لفترة خمس سنوات تقريباً.
ثم شرع بعد ذلك بتدريس الفقه والأصول على مستوى مرحلة الخارج وقد انهى خلال فترة عشر سنوات تقريباً تدريس دورة أصولية وشرع منذ سنتين في تدريس دورة أصولية ثانية.
وقد انهى في الفقه على مستوى الخارج تدريس كتاب القضاء والإجارة والخمس وشطر كبير من كتاب الصلاة، وهو الآن مشغول بتدريس احكام البنوك وكتاب الصوم.
وقد تخرّج على يده مجموعة كبيرة من تلاميذ الحوزة في النجف وقم.

## مؤلفاته
وقد الّف مجموعة من الكتب الحوزوية، منها:
- الاسلوب الثاني للحلقة الثالثة. أربعة اجزاء. وهو شرح للحلقة الثالثة من حلقات علم أصول الفقه للسيد محمد باقر الصدر. وهو شرح بطريقة خاصة غير مألوفة في سائر الشروح.
- دروس تمهيدية في الفقه الاستدلالي. ثلاثة اجزاء. وهو دورة فقهية استدلالية باسلوب جديد. وقد كتبه الإيرواني كبديل عن الروضة البهية.
- دروس تمهيدية في القواعد الرجالية. جزء واحد. وهو مجموعة محاضرات في القواعد الرجالية ألقاها الإيرواني على طلاب الحوزة العلمية في مدينة قم في بداية هجرته إليها.
- دروس تمهيدية في القواعد الفقهية. جزءان. وهو مجموعة محاضرات في بعض القواعد الفقهية المهمة للطالب الحوزوي القاها الإيرواني على طلاب الحوزة العلمية في مدينة قم المقدسة.
- دروس تمهيدية في تفسير آيات الاحكام. جزءان. وهو مجموعة محاضرات في تفسير آيات الأحكام ألقاها الإيرواني على طلاب الحوزة العلمية في مدينة قم.

واشتغل في كتابة كتاب كبديل عن مكاسب الشيخ الأنصاري، وقد تمّ انجاز كتاب الطهارة والصلاة منه، وهما الآن يدرسان في بعض مدارس الحوزة العلمية في مدينة قم.